# Kamil Voborský
Kamil Voborský (28. listopadu 1883 v Táboře – 22. října 1949 v Praze) byl český hudební skladatel, učitel hudby, znalec a sběratel hudebních nástrojů.

## Mládí a studia
Kamil Voborský se narodil jako třetí z pěti dětí táborského městského důchodního (správce městských financí) Karla Voborského. Základy hudebního vzdělání získal u svého dědy Václava Krátkého a u ředitele kůru Fr. Mathyho a varhaníka Š. Doubka. Po absolvování pěti tříd táborského gymnázia studoval na Pražské konzervatoři v letech 1898 –1902 hru na varhany u prof. Kličky a v letech 1902–1903 kompozici u Antonína Dvořáka. Státní zkoušku ze zpěvu a hry na varhany složil v roce 1908.

## Pedagog a dirigent
V letech 1903 až 1906 působil Kamil Voborský jako učitel hudby v Táboře a pak odešel do Jindřichova Hradce jako ředitel kůru (regenschori) proboštského kostela a profesor hudební výchovy na gymnáziu a jiných středních školách. Vlastnil zde také hudební školu, řídil studentský sbor a orchestr, dirigoval hradecké amatérské i chrámové sbory a orchestry. Ve 30. letech uskutečnil Čs. rozhlas – Radiojournal několik přímých přenosů z jindřichohradeckého proboštského kostela, kde při nedělních mších a při liturgických svátcích zazněly Voborského duchovní skladby pod jeho řízením. K hudbě vedl i své dvě dcery, při domácímu „muzicírování“ se u Voborských hrála tria, kvarteta a čtyřručně na klavír. Jako sběratel hudebních nástrojů byl i jejich znalcem a od roku 1919 konzervátorem Národního muzea v oboru hudebních nástrojů. Část sbírky, zejména dřevěných hudebních nástrojů Kamila Voborského je uložena v depozitáři Muzea Jindřichohradecka.

## Skladatel
Voborský se věnoval převážně chrámové hudbě. Napsal 240 číslovaných prací: 11 latinských mší ( v letech 1903 až 1938), 3 české mše a 1 latinské rekviem, 56 graduálií, 58 ofertorií, 39 pange lingea, hymny a příležitostné sklady na české i latinské texty, komunia, pohřební sbory, žalmy, responsoria. Te deum pro smíšený sbor (1915)
Ze světských skladeb např.:
- Kyrysník
- Nevěřme nikomu
- Ve východní záři (na text Jana Nerudy)
- úpravy blaťáckých písní pro mužský sbor
- České písni (zde použil husitský chorál – zpíval studentský sbor na pěveckém festivalu 1928).

## Rodinná hudební tradice
- Bratr Rudolf Voborský, rodák z Tábora (1895–1957 ), absolvent Filosofické fakulty University Karlovy v Praze, pedagog a skladatel. Od roku 1919 do roku 1938 na gymnáziu v Prešově, kde založil smíšený sbor. Sbíral šarišské písně. Po válce učil na gymnáziu v Děčíně. Založil sbor severočeských učitelů v České Lípě. Složil 120 skladeb, hlavně drobnějších.
- Dcera Vlasta (1911–2004), jedna z prvních hlasatelek rozhlasové stanice Radiojournal, provdána za hudebního skladatele Klementa Slavického, oceněného v roce 1985 zlatou medailí OSN za své dílo – 4. symfoniettu „Pax hominibus in universo orbi“, (syna Klementa Slavického staršího, který byl varhaník, sbormistr a houslař, žák Leoše Janáčka).
- Vnuk – prof. PhDr. Milan Slavický (7. 5. 1947 – 18. 8. 2009) [2], hudební pedagog, skladatel, režisér a publicista.
- Pravnuci – (synové Milana Slavického): muzikolog PhDr. Tomáš Slavický, Ph.D. a kurátor akustických sbírek Národního technického muzea Martin Slavický.